# Recyclage des téléphones mobiles
 (juin 2023).

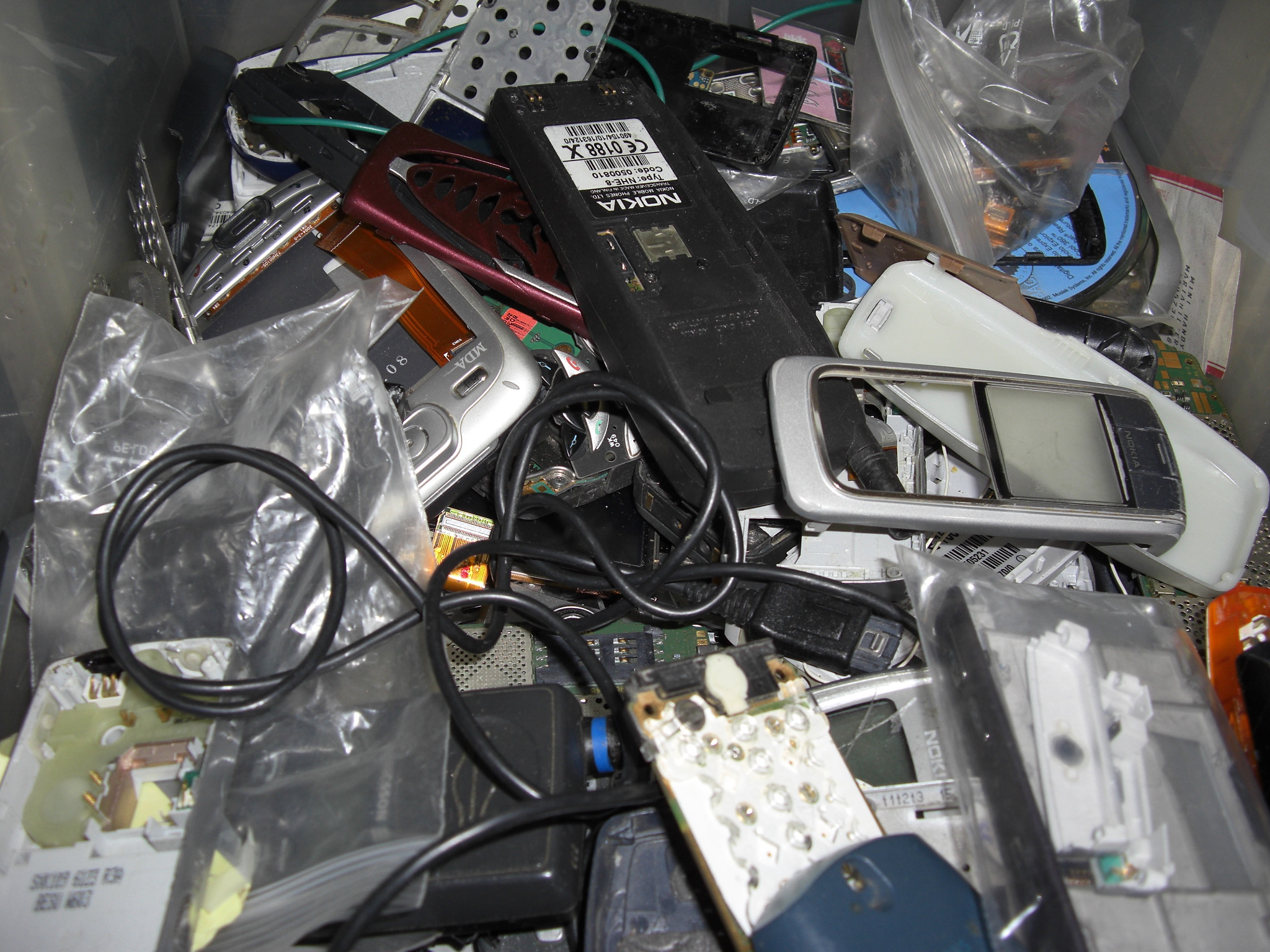
Téléphones portables mis au rebut.

Le recyclage des téléphones portables décrit la gestion des déchets des téléphones mobiles, afin de récupérer les matériaux matériaux utilisés dans leur fabrication. L'évolution rapide de la technologie, le faible coût initial et l'obsolescence programmée ont entraîné une croissance rapide des surplus, ce qui contribue à l'augmentation de la quantité de déchets électroniques dans le monde.

## Recyclage
La plupart des téléphones portables contiennent des métaux précieux et des plastiques qui peuvent être recyclés afin d'économiser l'énergie et les ressources qui seraient autrement nécessaires pour les extraire ou les fabriquer. Lorsqu'ils sont mis en décharge, ces matériaux peuvent polluer l'air et contaminer le sol et l'eau potable.
Chaque année, les humains se débarrassent de millions de téléphones portables au profit d'une technologie plus récente, et tous ces téléphones mis au rebut peuvent avoir des conséquences néfastes sur l'environnement. Les déchets électroniques représentent 70 % de l'ensemble des déchets toxiques que l'on trouve actuellement dans les décharges aux États-Unis. Selon l'Agence américaine de protection de l'environnement (EPA), 420 millions de téléphones portables ont été jetés en 2009 et seuls 12 millions d'entre eux ont été collectés en vue d'être recyclés.
La durée de vie d'un téléphone portable n'est que d'environ 24 mois pour l'utilisateur moyen, ce qui signifie que de nouveaux modèles de téléphones portables sont constamment mis sur le marché pour remplacer les anciens. Cette situation résulte de la progression rapide de la technologie dans le secteur de la téléphonie mobile. Selon Matt Ployhar d'Intel, le secteur évolue rapidement, peut-être même au rythme de la « loi de Moore » ou plus rapidement, ce qui signifie que les nouveaux modèles de téléphones portables sont en constante augmentation et que les modèles obsolètes sont susceptibles de finir dans les décharges.

## Processus

### Composition chimique
Les téléphones portables ont une composition riche et complexe pour le recyclage. Une tonne de téléphones portables contient 3 573 grammes d'argent, 368 grammes d'or et 287 grammes de palladium. Les téléphones portables contiennent généralement les composants suivants : carte de circuit imprimé (PCB), écran à cristaux liquides (LCD), appareil photo, substrat flexible et moteur, et haut-parleur et microphone. Ces composants sont fabriqués à partir d'éléments dangereux, précieux et de base. Le circuit imprimé est composé de plomb, d'arsenic, d'or, d'argent, de cuivre, d'aluminium et d'autres métaux de base. L'écran à cristaux liquides est composé d'or, d'argent, d'arsenic, de baryum, de cuivre et d'autres métaux de base. L'appareil photo est composé d'argent, de cuivre et de nickel. Le substrat flexible et le moteur sont composés d'argent, d'or, de cuivre et de platine. Le haut-parleur et le microphone sont composés de cuivre, de manganèse et de zinc.

### Collecte
Les méthodes de collecte des téléphones mobiles usagés comprennent les incitations suivantes : étiquettes et enveloppes d'expédition prépayées, programmes de reprise et points de dépôt. Certaines entreprises et certains fabricants proposent des étiquettes d'expédition prépayées en ligne afin que les consommateurs puissent envoyer leurs appareils usagés gratuitement. Les programmes de reprise offrent aux consommateurs des incitations monétaires sous la forme de crédits de compte, de remises et de paiements forfaitaires en espèces afin de promouvoir le recyclage des téléphones mobiles. Par exemple, le programme « Apple Trade In » offre aux consommateurs un crédit pour leur prochain achat ou une carte-cadeau Apple lorsqu'ils échangent un appareil éligible. Les fabricants disposent également de boîtes ou de points de dépôt situés dans les magasins et les installations. Les points de dépôt se trouvent généralement dans des zones très visibles et très fréquentées, ce qui permet de convaincre les recycleurs potentiels.

## Impact mondial
Les déchets électroniques sont un problème mondial, d'autant plus que de nombreux pays développés, dont les États-Unis, expédient leurs appareils électroniques mis au rebut dans des régions moins développées du monde. Souvent, les déchets électroniques sont mal démontés et brûlés, ce qui produit des émissions toxiques nocives pour les travailleurs des sites d'enfouissement, les enfants et les communautés avoisinantes. Il est donc important que les utilisateurs de téléphones portables se débarrassent de leurs appareils et les recyclent de manière responsable et éthique.
Les téléphones mobiles posent actuellement un énorme problème à de nombreux pays dans le monde. Les fabricants et les agences adaptent lentement de nouveaux programmes pour tenter de réduire la quantité de déchets qui a augmenté au fil des ans.

### Australie
Un programme national de recyclage des téléphones portables a été accrédité en 2014. Ce programme, MobileMuster, a vu le jour en 1998 après un essai de recyclage réussi dans l'un de leurs États. Actuellement, il se concentre principalement sur les téléphones portables, les batteries et tous les accessoires connexes. Il collabore avec plus de 1 400 détaillants, conseils locaux, agences gouvernementales et entreprises dans le cadre de ses efforts de recyclage. En 2005, MobileMuster a lancé une campagne qui a permis de recueillir des données statistiques montrant que 46 % de la population australienne savait qu'il était possible de recycler ses appareils mobiles et leurs accessoires. Le plus grand avantage de cette recherche est le simple fait que la sensibilisation du public à un programme de recyclage entraîne une forte augmentation du nombre d'appareils recyclés. En mars 2006, le taux de sensibilisation était de 54 %. À la fin du mois de juin, plus de 590 000 appareils et 1,5 million de batteries avaient été collectés par MobileMuster. Cela représente environ 367 tonnes de matériaux, soit l'équivalent d'une augmentation de 16 % du nombre d'appareils en l'espace d'un an. Aujourd'hui, l'accent est mis non seulement sur le recyclage des téléphones, mais aussi sur leur réutilisation. La raison en est que la réutilisation permet de réduire la quantité de ressources extraites de l'environnement, ce qui minimise l'impact.

### Amérique du Nord
Étant donné que les États-Unis n'ont pas ratifié la convention de Bâle ou son amendement sur l'interdiction, et qu'ils ne disposent pas de lois nationales interdisant l'exportation de déchets toxiques, le Basel Action Network (en) estime qu'environ 69 % des déchets électroniques destinés au recyclage aux États-Unis ne sont pas du tout recyclés dans ce pays, mais sont embarqués sur des porte-conteneurs et envoyés dans des pays tels que la Chine,,,.
Selon les prévisions initiales, les volumes de l'industrie américaine du recyclage des téléphones portables connaîtraient une augmentation notable jusqu'en 2019 au moins, en raison d'une reprise de la propriété des téléphones portables et donc d'une base plus importante de téléphones disponibles pour le recyclage. Cependant, le nombre de propriétaires a dépassé la plupart des attentes historiques de l'industrie - environ 150 millions de téléphones portables sont mis au rebut chaque année aux États-Unis. Environ 17 tonnes de cuivre et 0,3 tonne d'argent peuvent être récupérées pour 1 million d'appareils recyclés. Une quantité « marginale » d'or et de palladium peut également être extraite.
Un rapport publié au début de l'année 2014 a révélé qu'en ce qui concerne les programmes de recyclage des téléphones portables, l'argent est la plus grande incitation pour les consommateurs à recycler les téléphones. Comme de plus en plus de gens ont pris conscience de la valeur monétaire de leurs anciens téléphones portables et d'autres petits appareils électroniques tels que les tablettes, les sites Web de comparaison montrant aux utilisateurs les derniers prix d'achat sont devenus de plus en plus populaires. SellMyCellPhones.com a été le premier site web de comparaison d'achat de téléphones portables à être lancé en Amérique du Nord en 2010 et permet encore aujourd'hui aux utilisateurs de vendre leurs appareils à des acheteurs de confiance.
La première société de recyclage de téléphones portables aux États-Unis, ReCellular (en), a été fondée en 1991 alors qu'il n'y avait que 16 millions d'abonnés à la téléphonie mobile dans le monde ; elle a fait faillite en 2013.
La Californie a adopté la Cell Phone Recycling Act de 2004, qui exige que les détaillants de téléphones cellulaires collectent les téléphones cellulaires pour les réutiliser, les recycler ou les éliminer, ce qui facilite le recyclage des vieux téléphones cellulaires par les consommateurs. Depuis le 1er juillet 2006, il est illégal pour un détaillant de vendre un téléphone cellulaire à un consommateur en Californie, à moins que le détaillant ne se conforme à cette loi. Le département californien de contrôle des substances toxiques (en) a déclaré qu'en 2020, 8,47 millions de téléphones ont été vendus en Californie et 1,34 million de téléphones ont été retournés pour recyclage, ce qui équivaut à un taux de recyclage de 15,9 %. Ce taux est en augmentation par rapport à 2019, où le taux de recyclage était de 8,6 %.

### Royaume-Uni
Le Royaume-Uni et l'Europe continentale sont confrontés à un problème important en matière de déchets électroniques. Des chercheurs de l'université de Plymouth ont constaté que pour chaque téléphone portable produit, 15 kg de minerai doivent être extraits, dont 7 kg de minerai d'or de haute qualité, 1 kg de minerai de cuivre classique, 750 g de minerai de tungstène classique et 200 g de minerai de nickel classique. Au Royaume-Uni, seuls 12 % environ des téléphones portables vendus ont été recyclés,.

## Valeur du recyclage
Les téléphones portables ont une valeur bien au-delà de leur utilisation prévue. Pourtant, la valeur de ces téléphones pour les recycleurs est marginale et dépend d'un volume important pour être rentable. La valeur économique des téléphones portables recyclés se divise en deux catégories : les unités remises à neuf qui sont revendues aux utilisateurs finaux et les téléphones qui n'ont aucune valeur pour les consommateurs au détail et qui sont recyclés pour leurs métaux précieux.
L'Université de Californie Santa Barbara a publié en 2010 une étude sur le sujet intitulée « Economics of Cell Phone Reuse and Recycling » (Économie de la réutilisation et du recyclage des téléphones portables) qui indique la valeur des téléphones portables réutilisés et recyclés. En 2006, selon l'étude, le coût moyen pour les entreprises américaines de reconditionnement de téléphones portables ReCellular, PaceButler et RMS était de 2,10 dollars, tandis que le revenu moyen de ces téléphones était de 17 dollars. Des deux méthodes de recyclage, le reconditionnement des téléphones portables est nettement plus rentable que le recyclage des pièces internes.
L'étude décrit également la valeur de tous les métaux précieux contenus dans les téléphones portables ainsi que le coût d'extraction de ces métaux. En 2006, le coût moyen d'extraction des métaux précieux pour la société américaine de recyclage de téléphones portables ECS Refining était de 0,18 $, tandis que le revenu moyen des métaux recyclés était de 0,75 $. Avec une marge bénéficiaire nettement inférieure à celle des appareils remis à neuf, cette méthode de valorisation économique du recyclage des téléphones portables dépend beaucoup plus du volume. Le métal précieux le plus précieux dans les téléphones portables est l'or, qui est utilisé dans le microprocesseur de l'appareil. Le pourcentage de ce métal précieux dans la masse totale des téléphones n'a cessé de diminuer au fil du temps. Entre 1992 et 2006, le pourcentage d'or par rapport à la masse totale des téléphones portables est passé de 0,06 % à 0,03 %. Le marché américain représente un volume important : en 2009, les Américains ont jeté en moyenne 350 000 téléphones portables par jour, mais avec la réduction des marges, le volume commence à perdre de son importance.